# Thorectandra typica
Thorectandra typica är en svampdjursart som först beskrevs av Carter 1886.  Thorectandra typica ingår i släktet Thorectandra och familjen Thorectidae. Inga underarter finns listade i Catalogue of Life.